# Межов, Александр Ильич
Межов Александр Ильич (24 мая 1949, Тарту — 15 июня 2021, Вологда) — советский и российский актёр, режиссёр, педагог. Заслуженный артист Российской Федерации (2000).

## Биография
Родился 24 мая 1949 года в городе Тарту, Эстонская ССР, где в то время в ВС проходил службу его отец.
Отец — Илья (Израиль) Исаакович Межов (1905—1983) — педагог, фронтовик, ушел в запас в звании подполковника, работал директором школы, учителем. Мать — Вера Зосимовна Межова (Маркова, 1923—2000) — блокадница, учительница начальных классов. Брат — Сергей Ильич Межов (1952—2011) — актёр. Старшие сестры Александра — дочери Израиля Исаковича от первого брака: Валентина, Роза, Лидия.
В 1953 семья переехала в город Лодейное поле Ленинградской области. Александр с детства увлекся спортом: футболом, баскетболом, настольным теннисом. В старшей школе начал играть в народном театре при ДК Лодейного поля.
«Потом я привел туда своего отца, и мы вместе играли в одном спектакле — „Божественной комедии“. Он — Господа Бога, я — Ангела. Там я встретил свою будущую жену».
- из статьи в газете «Красный Север» от 15 октября 1998 года.
После окончания школы работал столяром на Лодейнопольском деревообрабатывающем комбинате, затем — заведующим художественно-постановочной частью народного театра в Доме культуры. В 1968 году женился на Галине Нагумановой (1944—2015). В этом же 1968 году был призван на срочную службу в советскую армию. Служил два года в танковых войсках и уволился в запас в должности командира танка в 1970 г. Поступил на заочное отделение режиссёрского факультета Ленинградского института культуры. Его дипломная режиссёрская работа — спектакль по пьесе Александра Вампилова «Утиная охота».

## Театральная карьера
Ещё будучи студентом Александр был приглашен на работу в Красноярский театр юного зрителя в качестве актёра.
«В Питер приехал знаменитый в те годы Красноярский ТЮЗ. Театру нужны были молодые актёры. Педагог по мастерству буквально заставила меня показаться главному режиссёру. Не помню, что читал, но почему-то понравился, и меня пригласили на работу. Я тогда не думал о профессиональном театре. Для меня это было, как полететь в космос. Хочется походить по Луне, но понимаешь, что это никогда с тобой не произойдет».
— из статьи в газете «Красный Север» от 15 октября 1998 года.
По 1978 год Александр работал в Красноярском ТЮЗе.
В 1978 году Александр переезжает в город Вологду и продолжает актёрскую карьеру в Вологодском театре юного зрителя, основанном незадолго до того, в 1976 году. Вологодский ТЮЗ — главный театр в его творческой карьере. Здесь он был актёром, режиссёром и педагогом школы-студии драматического искусства. Отдал работе в вологодском театре 36 лет. Вместе с семьей жил в Вологде.
В 1997 году в Вологодском ТЮЗе состоялась премьера спектакля «Не всё коту масленица», режиссер-постановщик — Александр Межов.
В 1999 году спектакль Вологодского ТЮЗа «Кармен», где Александр Межов исполняет роль Маттео, номинирован на премию «Золотая маска». Художники театра получают «Золотую маску» в номинации «Лучшая работа художников».
В 2000 году Александру Межову присвоено звание заслуженного артиста Российской Федерации.
В 2005 году на сцене Вологодского ТЮЗа состоялась премьера спектакля «Божьи коровки возвращаются на землю» по пьесе Василия Сигарева. Режиссёр спектакля — Александр Межов.
За годы работы в Вологде Александр Ильич снискал любовь публики, выступал на родной сцене Вологодского ТЮЗа и в гастрольных поездках. Список ролей в спектаклях, отмеченных призами на всероссийских и международных фестивалях:
- Емельян Пугачёв в «Капитанской дочке» Пушкина,
- Глостер в «Короле Лире» Шекспира, Санчо Панса в «Человеке из Ла-Манчи» Вассермана (по «Дон Кихоту» Сервантеса),
- Шамраев в «Чайке» Чехова,
- Ферапонт в «Трех сестрах» Чехова,
- Лейзер Волф в «Поминальной молитве» Горина,
- Адам Свицкий в «Списках не значился» Васильева,
- Кларнет в «Дне победы среди войны» Гаручавы и Хотяновского,
- Эгль в «Алых Парусах» Грина, Бартенева, Усачева,
- Сарафанов в «Старшем сыне» Вампилова.

В 2014 году Александр Ильич перенес операцию на сердце и вышел на пенсию. Ушел из жизни в 2021 на 73-м году.

## Список работ в Вологодском ТЮЗе
- Восьмибратов — «Лес» Островского,
- Полоний — «Гамлет» Шекспира,
- Ломов и Лука — «Шутки Антона Чехова»,
- Анжело — «Комедия ошибок» Шекспира,
- Доктор Троль — «Пер Гюнт» Ибсена,
- Шаманов — «Прошлым летом в Чулимске» Вампилова,
- Журден — «Полоумный Журден» Булгакова,
- Ляпкин-Тяпкин — «Ревизор» Гоголя,
- Емельян Пугачев — «Капитанская дочка» Пушкина,
- Глостер — «Король Лир» Шекспира,
- Лука — «Чердак» по пьесе «На дне» Горького,
- Санчо Панса — «Человек из Ла-Манчи» Вассермана по «Дон Кихоту» Сервантеса,
- Рюрик — «Прости меня» Астафьева,
- Дуремар — «Приключения Буратино» Толстого,
- Дядя Коля — «А все-таки она вертится» Хмелика,
- Дон Фернандо — «Сид» Корнеля,
- Антон — «Пойти и не вернуться» Быкова,
- Глава Зубров — «Ящерица» Володина,
- Официант — «Утиная охота» Вампилова,
- Клеон — «Забыть Герострата» Горина,
- Гордый — «Прощай, овраг» Сергиенко,
- Шамраев — «Чайка» Чехова,
- Король — «Трубадур и его друзья» Гладкова, Энтина,
- Капулетти — «Ромео и Джульетта» Шекспира,
- Маттео — «Кармен» Мериме,
- Лейзер Волф — «Поминальная молитва» Горина,
- Билли Бонс — «Остров сокровищ» Стивенсона,
- Азаров — «Гусарская баллада» Гладкова,
- Салливен — «Новый Пигмалион»,
- Ферапонт — «Три сестры» Чехова,
- Светловидов — «Лебединая песня» Чехова,
- Адам Свицкий — «В списках не значится» Васильева,
- Метью Гутберг — «Энни из Зелёных Холмов» Монтгомери,
- Кларнет — «День победы среди войны» Гаручавы, Хотяновского,
- От автора — «Божьи коровки возвращаются на землю» Сигарева,
- Николай Петрович — «Отцы и дети» Тургенева,
- Де Тревиль — «Д’Артаньян» Бартенева по роману Дюма,
- Самсон Силыч Большов — «Свои люди — сочтемся!» Островского,
- Африкан, архиепископ — «Бег Булгакова»,
- Собакевич — «Дорога» Балясного,
- Гарри — «Последняя любовь» Мухарьямова,
- Федор Иванович Бороздин — «Вечно живые» Розова,
- Тиссаферн, повелитель Эфеса — «…Забыть Герострата» Горина,
- Сарафанов — «Старший сын» Вампилова,
- Эгль — «Алые паруса» Грина, Бартенева, Усачёва